# Evelio Rosero
Evelio José Rosero Diago, né le 20 mars 1958  à Bogota, est un écrivain colombien.

## Œuvres

### Roman
- El eterno monólogo de Llo (roman poème), 1981
- Mateo solo, 1984
- Juliana los mira, 1987
- El incendiado, 1988
- Papá es santo y sabio (roman court), 1989
- Señor que no conoce la luna, 1992
- Las muertes de fiesta, 1995
- Plutón, Espasa-Calpe, Madrid. 2000
- Los almuerzos, 2001
- En el lejero, 2003
- Los ejércitos, 2006[1]

- traduit en français sous le titre Les Armées par François Gaudry, Paris, Éditions Métailié, coll. « Bibliothèque Hispano-Américaine », 2008, 155 p.  (ISBN 978-2-86424-659-6)
- La carroza de Bolívar, 2012

- Prix national colombien du livre
- traduit en français sous le titre Le Carnaval des innocents par François Gaudry, Paris, Éditions Métailié, coll. « Bibliothèque Hispano-Américaine », 2016, 308 p.  (ISBN 979-10-226-0170-2)
- Plegaria por un papa envenenado, 2014

### Conte
- Cuento para matar a un perro (y otros cuentos), 1989
- 34 cuentos cortos y un gatopájaro, 2013

### Poésie
- Las lunas de Chía, 2004

### Jeunesse
- El trompetista sin zapatos y otros cuentos para poco antes de dormir, 1990
- Pelea en el parque, 1991
- El aprendiz de mago, 1992
- El capitán de las tres cabezas, 1995
- Para subir al cielo, 1997
- Ahí están pintados, 1998 (théâtre)
- Las esquinas más largas, 1998
- Cuchilla, 2000
- La duenda, 2001
- Teresita cantaba, 2001
- El hombre que quería escribir una carta, 2002
- La pulga fiel, 2002
- Juega el amor: una fábula, 2002
- La flor que camina, 2005
- Los escapados, 2007
- Las moneditas de oro, 2010
- La princesa calva, 2011